# Independencia (Táchira)
Independencia é um município da Venezuela localizado no estado de Táchira.
A capital do município é a cidade de Capacho Nuevo.